# بنجامين كولبيرت
بنجامين كولبيرت (بالإنجليزية: Benjamin Colbert)‏ هو أكاديمي أمريكي، ولد في 1961.